# 8968 Европеус
8968 Европеус (8968 Europaeus) — астероїд головного поясу, відкритий 29 вересня 1973 року.
Тіссеранів параметр щодо Юпітера — 3,217.